# S-togskollisionen ved Østerport
S-togskollisionen ved Østerport var en togulykke, der indtraf den 7. september 1973, da et S-tog (linje H (Ballerup-Østerport)), der holdt for ”stop” ved Østerports indkørselssignal blev påkørt bagfra med stor kraft af et efterfølgende S-tog (linje E (Tåstrup-Hillerød)), der havde passeret det dækkende mellembloksignal (AM-signal) i stilling ”stop”. Ved kollisionen blev 2 personer dræbt og 24 kvæstet, heraf 5 alvorligt.[kilde mangler]
Årsagen til kollisionen blev fastslået til at være mangelfuld signalobservation.